# Isola Sacra
L'Isola Sacra è un'isola di circa 12 km² sorta presso la foce del Tevere. Andò formandosi artificialmente per l'allungamento della Fossa Traiana, un canale navigabile scavato al tempo dell'antica Roma, per collegare il fiume al porto imperiale; a quell'epoca l'isola occupava circa i tre quarti della superficie attuale, il resto venne aggiunto di secolo in secolo, grazie all'apporto dei materiali alluvionali depositati dal fiume Tevere. Fertile e coltivata nell'antichità, poi zona malarica nel Medioevo, venne bonificata alla fine del XIX secolo da coloni ravennati. È la terza isola fluviale italiana per superficie, dopo Grave di Papadopoli e Isola Serafini.
Sull'isola sorge l'omonima frazione di Isola Sacra, del comune di Fiumicino.

## Storia
In età romana si chiamava Insula Portus o Insula Portuensis. 
Nel IV secolo è da identificare con la Insulam quae dicitur Assis inter Portum et Hostia che l'imperatore Costantino donò alla basilica dedicata ai Santi Pietro e Paolo e Giovanni Battista da lui edificata in Ostia. Il nome attuale appare in epoca medievale, forse in riferimento alla presenza della basilica di Sant'Ippolito e dell'area cimiteriale vicina al santo.
L'asse viario della "via Flavia" costruita nel I secolo per unire Ostia al nuovo porto di Claudio, corre parallela all'antica linea di costa ed è affiancata da una necropoli romana. Sulla prosecuzione della strada, presso la basilica di Sant'Ippolito, sono emerse le evidenze di un'area forse attrezzata a statio di pertinenza del porto. 
Su molte di queste preesistenze romane insistono edifici dovuti al riuso in epoche successive, compresi quelli legati alla bonifica agraria.
La suddivisione agricola voluta dall'ex Opera Nazionale Combattenti dopo la fine della prima guerra mondiale, ha influito sulla toponomastica della zona: i nomi dei poderi assegnati erano quelli dei luoghi delle battaglie e si sono tramandati all'odierno sistema viario (Cima Cristallo, Coni Zugna, Monte Sisemol, Trincea delle Frasche, oltre al sacrario di Redipuglia)
A partire dagli anni settanta, e con fasi più o meno altalenanti, l'abitato ha subito diverse impennate edilizie, legate soprattutto alla costruzione e allo sviluppo dell'Aeroporto di Fiumicino.

## Monumenti e luoghi d'interesse

### Architetture civili
- Casale La Rotonda, su via Col Moschin. Casale a pianta circolare del XIII secolo.
- Torraccia dello Sbirro o Torre Nicolina, su via della Scafa. Torre del XV secolo (1450).
- Torre ricavata dal campanile della basilica di Sant'Ippolito. Torre del XV secolo.
- Villa Guglielmi, su via della Scafa. Villa del XVIII secolo.
- Ponte 2 giugno, tra via del Faro e via Portuense, inaugurato il 25 Febbraio 1948.

### Architetture religiose
- Chiesa del Crocifisso, su via del Faro. Chiesa del XVIII secolo (1780-87).
- Chiesa di Santa Maria Stella Maris, su via Giorgio Giorgis. Chiesa del XX secolo (1953).

Progetto dell'architetto Giacinto Magrelli.
- Chiesa di Santa Paola Frassinetti, su via Giuseppe Frassinetti. Chiesa del XX secolo.

### Siti archeologici

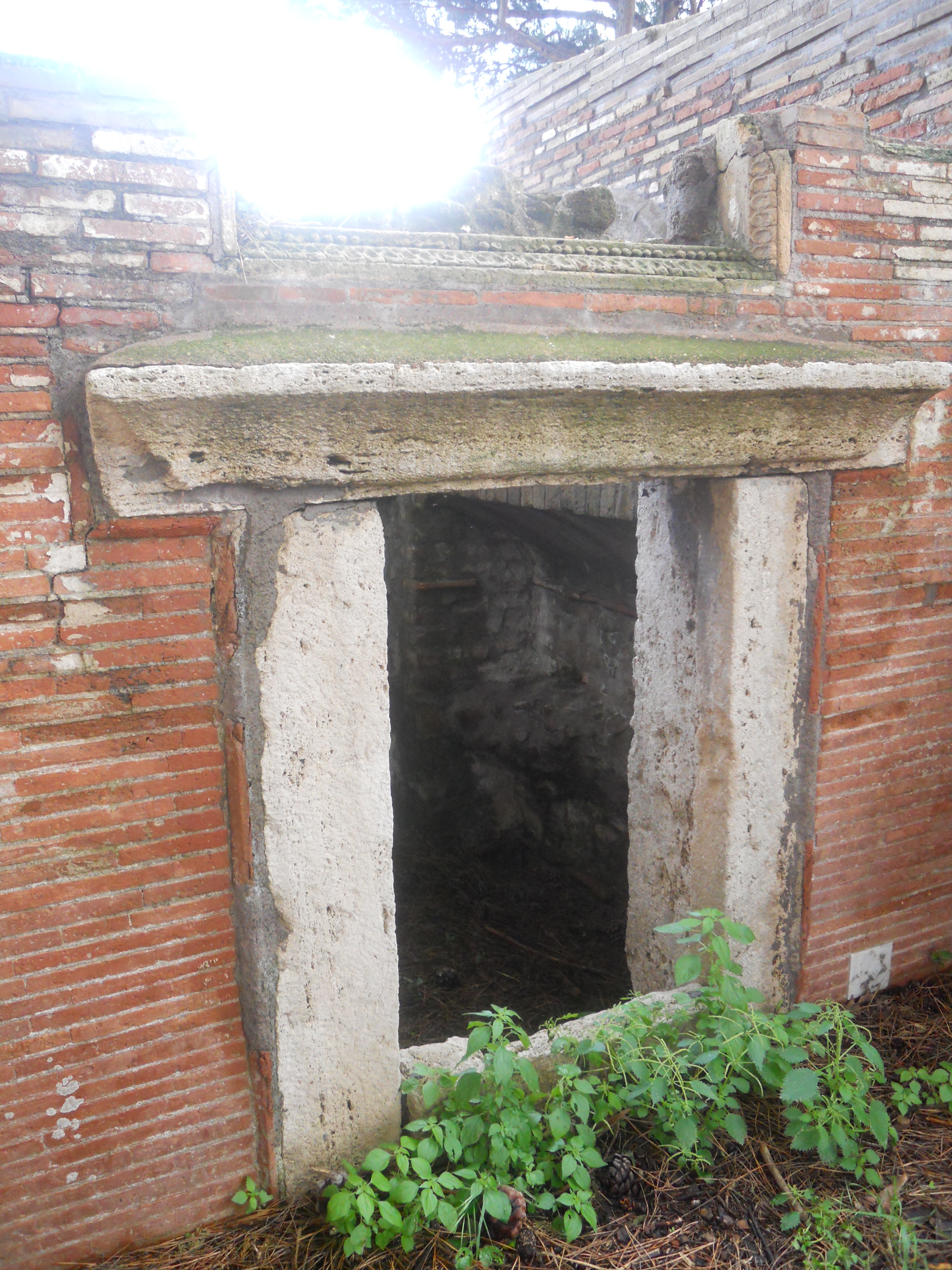
Necropoli di Porto

- Necropoli di Porto Isola Sacra, su via Pal Piccolo. Necropoli del I-IV secolo. 
  - Tratto della Necropoli, su via Redipuglia.
- Terme di Matidia, su via Rombon. Terme del I-II secolo.[2]
- Ponte di Matidia, su via Rombon. Resti dell'età imperiale.
- Tempio di Iside, su via Redipuglia. Iseo del IV secolo.

Costruito dal praefectus annonae Sempronio Fausto intorno al 376.
- Basilica di Sant'Ippolito, su via Col Moschin. Basilica paleocristiana del IV-V secolo.

Costruito sotto il pontificato di papa Damaso I (366-384) ad opera del vescovo Heraclida.

#### Necropoli di Porto
Sono attualmente visibili un centinaio di tombe. Nella necropoli erano presenti sia tombe monumentali a camera, con o senza recinto, a rito misto (incinerazione e inumazione), sia oltre 600 tombe più povere (alla cappuccina, in sarcofagi di terracotta, in fosse, in olle), ritrovate inizialmente nell'area che ha preso il nome di "campo dei poveri", ma che in realtà sono sparse in tutta l'area occupata dal sepolcreto.
Le tombe servivano a manifestare la posizione del defunto e della sua famiglia in seno alla società e per questo motivo si affacciano sulla strada e sono decorate, soprattutto con pitture e mosaici. I defunti appartenevano al ceto produttivo e su molte tombe sono presenti formelle in terracotta che ne raffiguravano le attività: sulla tomba n.100 compaiono ad esempio ai due lati della porta il chirurgo Marco Ulpio Amerimno intento sulla gamba di un paziente e l'ostetrica Scribonia Attice china davanti alla partoriente sulla sedia ostetricia, sorretta per le spalle da una terza donna. Ci sono formelle e mosaici che descrivono le attività di acquaioli, fabbri, mietitori. Il mosaico della tomba n.43 mostra un faro con due navi, riferimento al porto, con la scritta in greco "Qui cessa ogni affanno", con la quale il porto reale diventa simbolo del raggiungimento dell'aldilà.
Le iscrizioni riportano le dimensioni del sepolcro e la sua proprietà; possono anche testimoniare la volontà di mantenere le usanze più antiche, vietando le inumazioni, o riportare le vicende ereditarie per le quali una tomba viene suddivisa (tombe nn. 75 e 76).

### Aree naturali
L'isola rientra nella riserva naturale Litorale romano.